# معدات الحصى
معدات الحصى أو طقم الحصى (gravel kit) عبارة عن تعديل يتم إجراؤه على الطائرة لتجنب التلف الناتج من شوائب وبقايا وحطام الأجسام الغريبة (FOD) أو ابتلاعها أثناء التشغيل على الأسطح غير الممهدة. تتضمن التعديلات عمومًا طرقًا لمنع العجلات الأمامية من رش الأجسام الغريبة في المحرك وعلى الجانب السفلي من جسم الطائرة أو الأجنحة، وطرق لمنع كل محرك من ابتلاع الأجسام الغريبة من الأرض مباشرة أمامه.

تتضمن أمثلة الطائرات التي يمكن تزويدها بهذه الترقية طائرة بوينغ 737-200، والتي تشتمل على عاكس من الحصى (مشابه في المظهر للتزلج العريض) مثبتًا على عجلة الأنف، ومشتتات دوامة، باستخدام هواء نازف ضاغط، أمام كل منها محرك. تم استخدام هذا التعديل من قبل خطوط ألاسكا الجوية لسنوات عديدة، وما زالت تستخدمه شركة اير إنويت و كاندين نورث و اير نورث و نولينور للطيران و طيران فرست في شمال كندا. تم تجهيز بعض طائرات بوينغ 727 أيضًا بمجموعات خاصة من الحصى على عجلة الأنف، بينما تم تجهيز الباقي بأجهزة على شكل انحرافات أصغر من تلك المستخدمة في 737، المستخدمة في جميع العجلات، لإبعاد ضرر الأجسام الغريبة (FOD) بعيدًا لمنع الخلفية - تصاعد المحركات من ابتلاع الأجسام الغريبة من المدرج. تستخدم طائرة أخرى ذات محرك خلفي - سلسلة دي سي-9 / إم دي-80 / إم دي-90 وبوينغ 717 - انحرافات مماثلة لتلك الخاصة بالطائرة 727 المجهزة تقليديًا على جميع معدات هبوط طائراتها لمنع ضرر الأجسام الغريبة للهيكل للابتلاع والابتلاع.

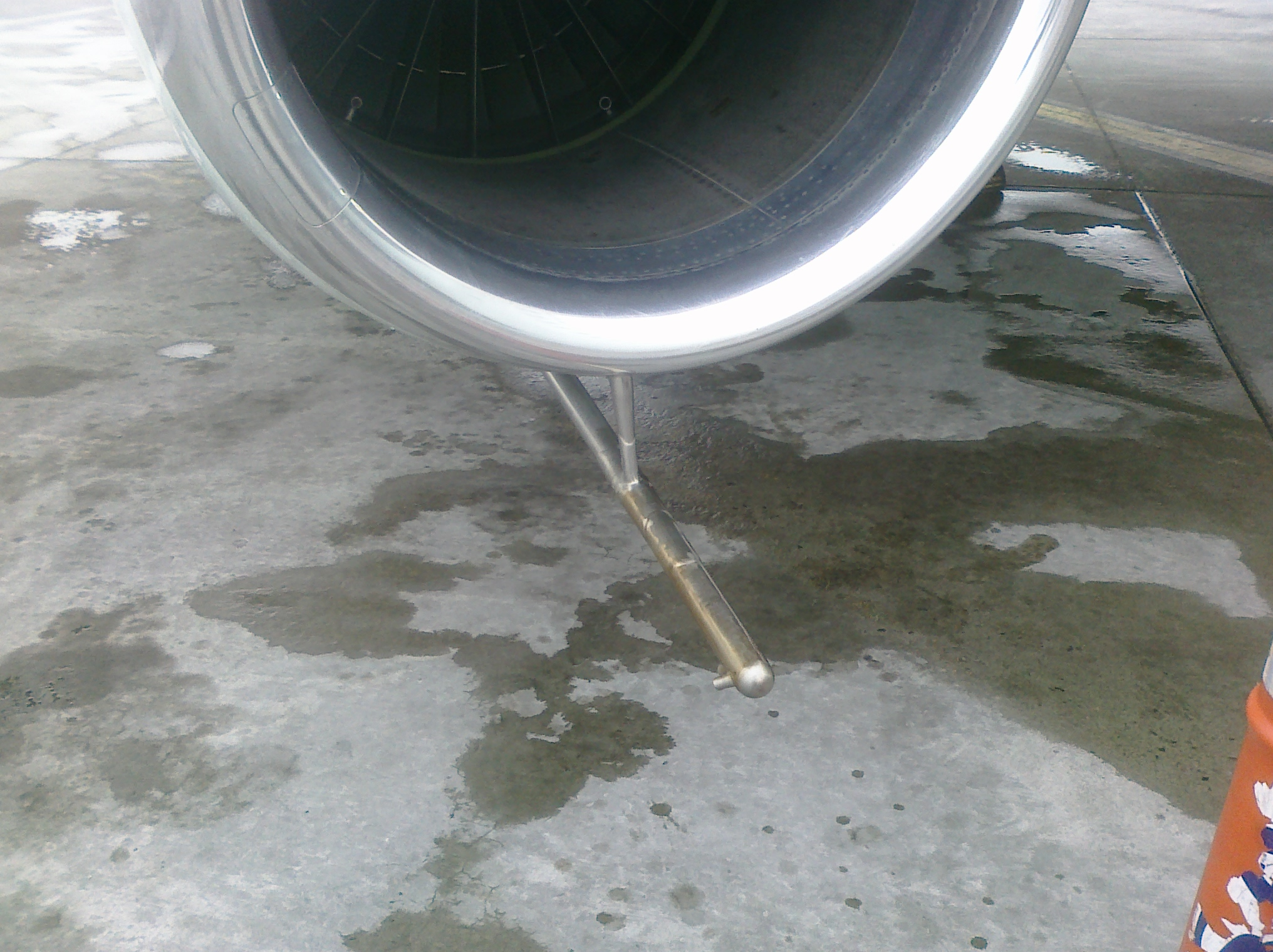
مجموعة دوامة الحصى بمحرك شمال كندا 737-200
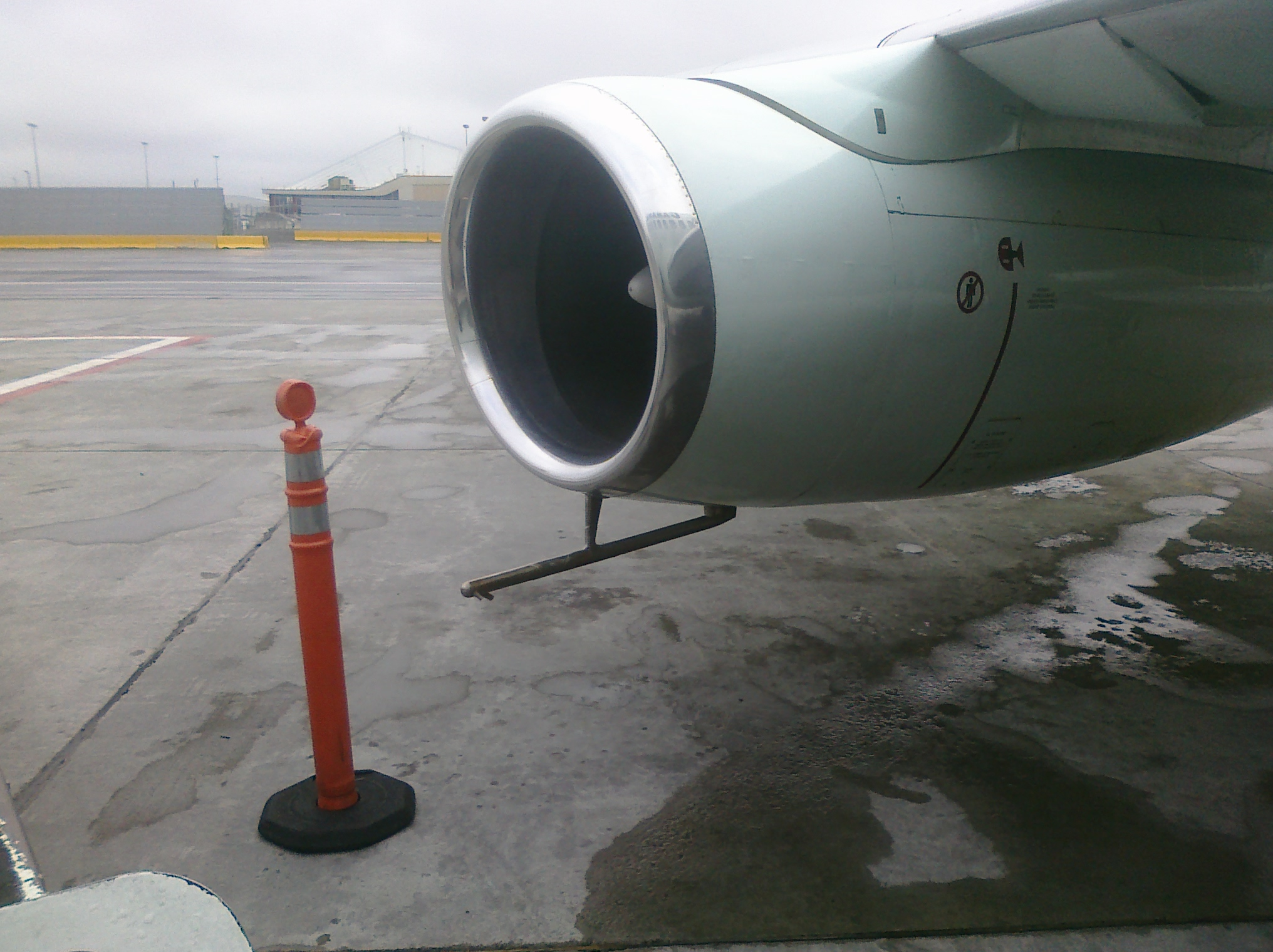
كندا الشمالية 737-200 محرك الحصى كيت دوامة المبدد في عرض الملف الشخصي
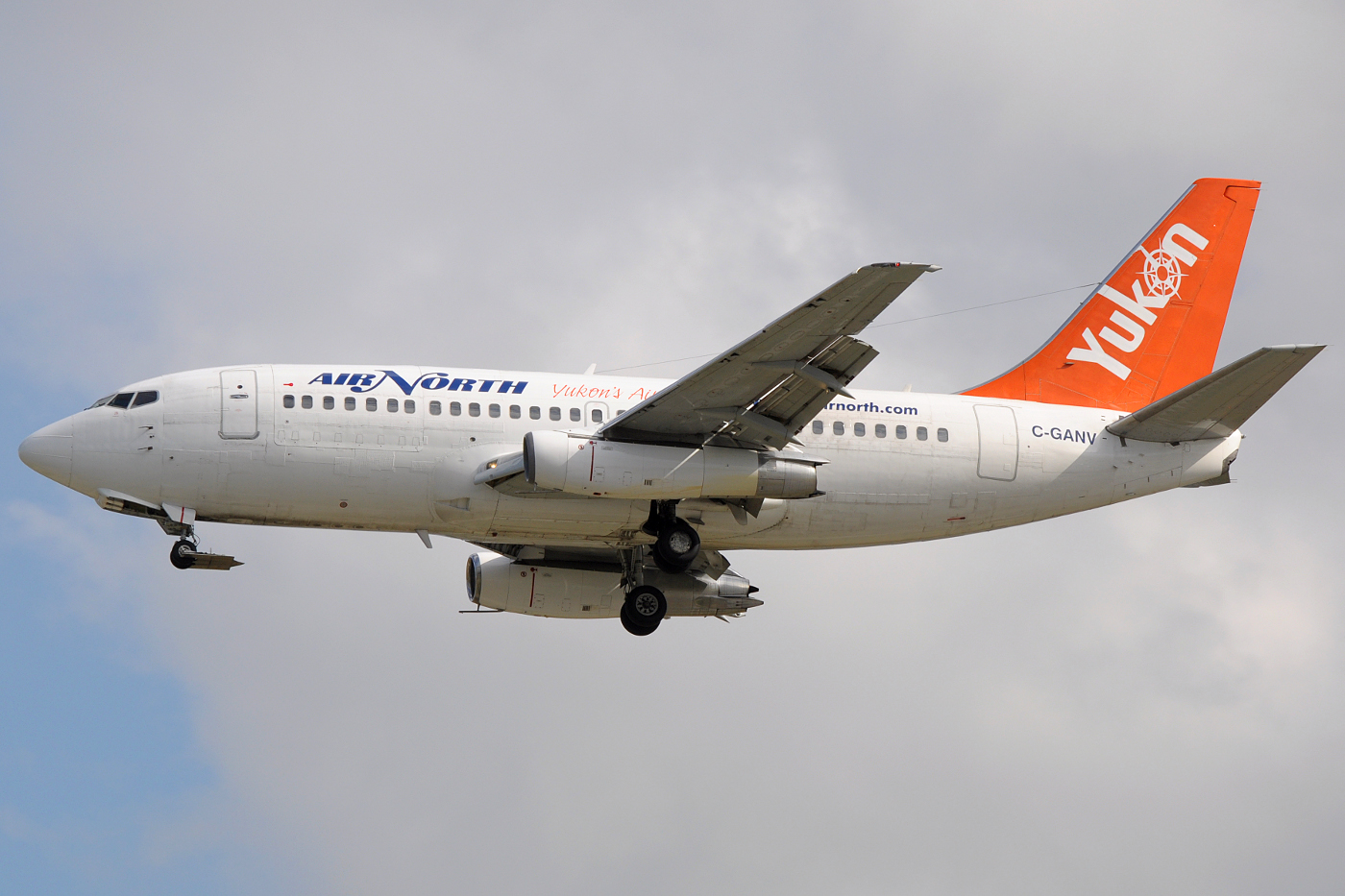
عدة حصى على هبوط جوي شمال 737-200
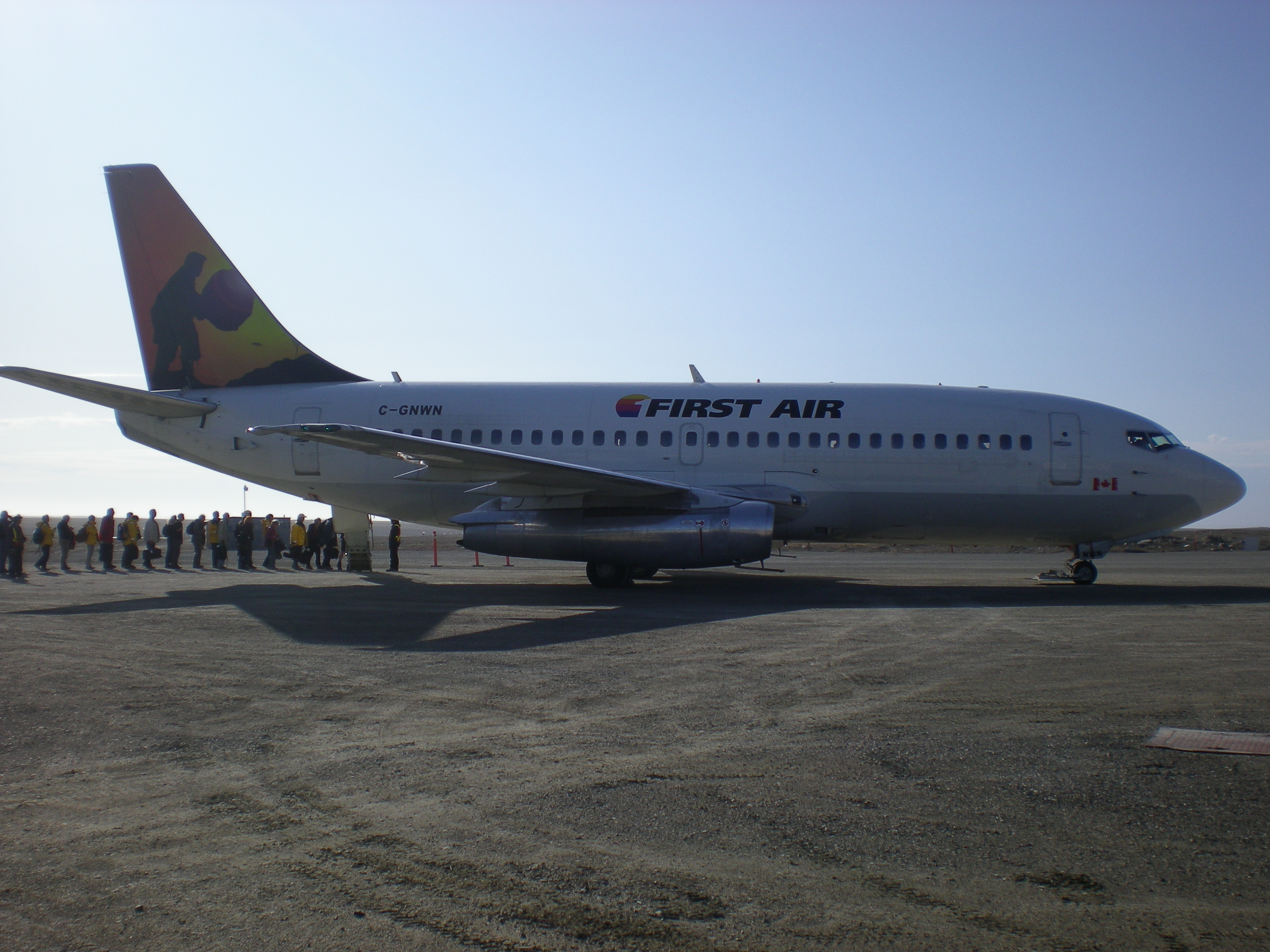
طقم الحصى على طائرة فيرست إير 737-200